# Liga Tandilense de Fútbol 2013
La Liga Tandilense 2013, formalmente Torneo Inicial Aníbal Azpitia, fue una temporada de la Liga Tandilense de Fútbol, la primera exclusiva de la liga desde 2007. Se desarrolló a partir del 16 de marzo, culminando el 4 de mayo. Fue la antesala de la Unión Regional Deportiva 2013.
Cuando concluyó la competición, se dio inicio a la Unión Regional Deportiva 2013, el torneo regional de más de veinte equipos.

## Equipos participantes
| Equipo               | Ciudad     |
| -------------------- | ---------- |
| Defensores del Cerro | Tandil     |
| Deportivo Tandil     | Tandil     |
| Excursionistas       | Tandil     |
| Ferro Sud            | Tandil     |
| Gimnasia y Esgrima   | Tandil     |
| Grupo Universitario  | Tandil     |
| Independiente        | Tandil     |
| Loma Negra           | Barker     |
| San José             | Tandil     |
| Ramón Santamarina    | Tandil     |
| UNICEN               | Tandil     |
| Unión y Progreso     | Tandil     |
| Velense              | M. I. Vela |
| Villa Aguirre        | Tandil     |

## Sistema de disputa
Los equipos se dividirán en 4 zonas (dos de tres equipos y dos de cuatro) y jugarán entre sí a partidos de ida. Al finalizar la primera ronda, los dos mejores de cada grupo avanzaran a cuartos de final, donde se emparejarán según el porcentaje de puntos obtenido y, de haber empate del mismo, el grupo de procedencia. A partir de esta, se disputará la segunda ronda con eliminatorias a un solo encuentro.

## Primera Ronda

### Posiciones Zona "1"
|    | Equipo               | Pts | PJ | PG | PE | PP | GF | GC | +/- |
| -- | -------------------- | --- | -- | -- | -- | -- | -- | -- | --- |
| 1. | Unión y Progreso     | 6   | 3  | 2  | 0  | 1  | 6  | 5  | +1  |
| 2. | Defensores del Cerro | 4   | 3  | 1  | 1  | 1  | 7  | 4  | +3  |
| 3. | Gimnasia y Esgrima   | 4   | 3  | 1  | 1  | 1  | 4  | 4  | 0   |
| 4. | Villa Aguirre        | 2   | 3  | 0  | 2  | 1  | 3  | 7  | -4  |

### Posiciones Zona "2"
|    | Equipo         | Pts | PJ | PG | PE | PP | GF | GC | +/- |
| -- | -------------- | --- | -- | -- | -- | -- | -- | -- | --- |
| 1. | Santamarina    | 6   | 2  | 2  | 0  | 0  | 4  | 0  | +4  |
| 2. | Independiente  | 3   | 2  | 1  | 0  | 1  | 4  | 2  | +2  |
| 3. | Excursionistas | 0   | 2  | 0  | 0  | 2  | 1  | 7  | -6  |

### Posiciones Zona "3"
|    | Equipo              | Pts | PJ | PG | PE | PP | GF | GC | +/- |
| -- | ------------------- | --- | -- | -- | -- | -- | -- | -- | --- |
| 1. | UNICEN              | 7   | 3  | 2  | 1  | 0  | 6  | 3  | +3  |
| 2. | San José            | 4   | 3  | 1  | 1  | 1  | 2  | 2  | 0   |
| 3. | Grupo Universitario | 3   | 3  | 1  | 0  | 2  | 3  | 4  | -1  |
| 4. | Loma Negra          | 3   | 3  | 1  | 0  | 2  | 5  | 7  | -2  |

### Posiciones Zona "4"
|    | Equipo               | Pts | PJ | PG | PE | PP | GF | GC | +/- |
| -- | -------------------- | --- | -- | -- | -- | -- | -- | -- | --- |
| 1. | Velense (M. I. Vela) | 6   | 2  | 2  | 0  | 0  | 8  | 4  | +4  |
| 2. | Ferro Sud            | 3   | 2  | 1  | 0  | 1  | 3  | 4  | -1  |
| 3. | Deportivo Tandil     | 0   | 2  | 0  | 0  | 2  | 2  | 5  | -3  |

### Resultados
| Fecha 1              | Fecha 1   | Fecha 1              | Fecha 1     | Fecha 1 | Fecha 1 | Fecha 1 | Fecha 1 | Fecha 1 | Fecha 1 | Fecha 1 | Fecha 1 |
| Zona 1               | Zona 1    | Zona 1               | Zona 1      | Zona 1  | Zona 1  | Zona 1  | Zona 1  | Zona 1  | Zona 1  | Zona 1  | Zona 1  |
| Local                | Resultado | Visitante            | Fecha       |         |         |         |         |         |         |         |         |
| -------------------- | --------- | -------------------- | ----------- | ------- | ------- | ------- | ------- | ------- | ------- | ------- | ------- |
| Villa Aguirre        | 0 - 4     | Unión y Progreso     | 16 de marzo |         |         |         |         |         |         |         |         |
| Gimnasia y Esgrima   | 2 - 1     | Defensores del Cerro | 19 de marzo |         |         |         |         |         |         |         |         |
| Zona 2               |           |                      |             |         |         |         |         |         |         |         |         |
| Local                | Resultado | Visitante            | Fecha       |         |         |         |         |         |         |         |         |
| Excursionistas       | 0 - 3     | Santamarina          | 16 de marzo |         |         |         |         |         |         |         |         |
| Libre: Independiente |           |                      |             |         |         |         |         |         |         |         |         |
| Zona 3               |           |                      |             |         |         |         |         |         |         |         |         |
| Local                | Resultado | Visitante            | Fecha       |         |         |         |         |         |         |         |         |
| San José             | 0 - 1     | Grupo Universitario  | 16 de marzo |         |         |         |         |         |         |         |         |
| UNICEN               | 4 - 2     | Loma Negra           | 16 de marzo |         |         |         |         |         |         |         |         |
| Zona 4               |           |                      |             |         |         |         |         |         |         |         |         |
| Local                | Resultado | Visitante            | Fecha       |         |         |         |         |         |         |         |         |
| Velense (M. I. Vela) | 4 - 2     | Deportivo Tandil     | 16 de marzo |         |         |         |         |         |         |         |         |
| Libre: Ferro Sud     |           |                      |             |         |         |         |         |         |         |         |         |

| Fecha 2                 | Fecha 2   | Fecha 2              | Fecha 2     | Fecha 2 | Fecha 2 | Fecha 2 | Fecha 2 | Fecha 2 | Fecha 2 | Fecha 2 | Fecha 2 |
| Zona 1                  | Zona 1    | Zona 1               | Zona 1      | Zona 1  | Zona 1  | Zona 1  | Zona 1  | Zona 1  | Zona 1  | Zona 1  | Zona 1  |
| Local                   | Resultado | Visitante            | Fecha       |         |         |         |         |         |         |         |         |
| ----------------------- | --------- | -------------------- | ----------- | ------- | ------- | ------- | ------- | ------- | ------- | ------- | ------- |
| Unión y Progreso        | 2 - 1     | Gimnasia y Esgrima   | 23 de marzo |         |         |         |         |         |         |         |         |
| Defensores del Cerro    | 2 - 2     | Villa Aguirre        | 23 de marzo |         |         |         |         |         |         |         |         |
| Zona 2                  |           |                      |             |         |         |         |         |         |         |         |         |
| Local                   | Resultado | Visitante            | Fecha       |         |         |         |         |         |         |         |         |
| Santamarina             | 1 - 0     | Independiente        | 26 de marzo |         |         |         |         |         |         |         |         |
| Libre: Excursionistas   |           |                      |             |         |         |         |         |         |         |         |         |
| Zona 3                  |           |                      |             |         |         |         |         |         |         |         |         |
| Local                   | Resultado | Visitante            | Fecha       |         |         |         |         |         |         |         |         |
| Loma Negra              | 1 - 2     | San José             | 23 de marzo |         |         |         |         |         |         |         |         |
| Grupo Universitario     | 1 - 2     | UNICEN               | 22 de marzo |         |         |         |         |         |         |         |         |
| Zona 4                  |           |                      |             |         |         |         |         |         |         |         |         |
| Local                   | Resultado | Visitante            | Fecha       |         |         |         |         |         |         |         |         |
| Ferro Sud               | 2 - 4     | Velense (M. I. Vela) | 23 de marzo |         |         |         |         |         |         |         |         |
| Libre: Deportivo Tandil |           |                      |             |         |         |         |         |         |         |         |         |

| Fecha 3                     | Fecha 3   | Fecha 3             | Fecha 3     | Fecha 3 | Fecha 3 | Fecha 3 | Fecha 3 | Fecha 3 | Fecha 3 | Fecha 3 | Fecha 3 |
| Zona 1                      | Zona 1    | Zona 1              | Zona 1      | Zona 1  | Zona 1  | Zona 1  | Zona 1  | Zona 1  | Zona 1  | Zona 1  | Zona 1  |
| Local                       | Resultado | Visitante           | Fecha       |         |         |         |         |         |         |         |         |
| --------------------------- | --------- | ------------------- | ----------- | ------- | ------- | ------- | ------- | ------- | ------- | ------- | ------- |
| Villa Aguirre               | 1 - 1     | Gimnasia y Esgrima  | 6 de abril  |         |         |         |         |         |         |         |         |
| Defensores del Cerro        | 4 - 0     | Unión y Progreso    | 6 de abril  |         |         |         |         |         |         |         |         |
| Zona 2                      |           |                     |             |         |         |         |         |         |         |         |         |
| Local                       | Resultado | Visitante           | Fecha       |         |         |         |         |         |         |         |         |
| Independiente               | 4 - 1     | Excursionistas      | 6 de abril  |         |         |         |         |         |         |         |         |
| Libre: Santamarina          |           |                     |             |         |         |         |         |         |         |         |         |
| Zona 3                      |           |                     |             |         |         |         |         |         |         |         |         |
| Local                       | Resultado | Visitante           | Fecha       |         |         |         |         |         |         |         |         |
| Loma Negra                  | 2 - 1     | Grupo Universitario | 30 de marzo |         |         |         |         |         |         |         |         |
| San José                    | 0 - 0     | UNICEN              | 6 de abril  |         |         |         |         |         |         |         |         |
| Zona 4                      |           |                     |             |         |         |         |         |         |         |         |         |
| Local                       | Resultado | Visitante           | Fecha       |         |         |         |         |         |         |         |         |
| Deportivo Tandil            | 0 - 1     | Ferro Sud           | 6 de abril  |         |         |         |         |         |         |         |         |
| Libre: Velense (M. I. Vela) |           |                     |             |         |         |         |         |         |         |         |         |

### Clasificación Final

#### Los mejores primeros
|    | Equipo               | %      | PJ | PG | PE | PP | GF | GC | Pts | +/- |
| -- | -------------------- | ------ | -- | -- | -- | -- | -- | -- | --- | --- |
| 1. | Santamarina (Tandil) | 100 %  | 2  | 2  | 0  | 0  | 4  | 0  | 6   | +4  |
| 2. | Velense (M. I. Vela) | 100 %  | 2  | 2  | 0  | 0  | 8  | 4  | 6   | +4  |
| 3. | UNICEN               | 77,8 % | 3  | 2  | 1  | 0  | 6  | 3  | 7   | +3  |
| 4. | Unión y Progreso     | 66,7%  | 3  | 2  | 0  | 1  | 6  | 5  | 6   | +1  |

#### Los mejores segundos
|    | Equipo               | %     | PJ | PG | PE | PP | GF | GC | Pts | +/- |
| -- | -------------------- | ----- | -- | -- | -- | -- | -- | -- | --- | --- |
| 5. | Ferro Sud            | 50%   | 2  | 1  | 0  | 1  | 3  | 4  | 3   | -1  |
| 6. | Independiente        | 50%   | 2  | 1  | 0  | 1  | 4  | 2  | 3   | +2  |
| 7. | Defensores del Cerro | 44,4% | 3  | 1  | 1  | 1  | 7  | 4  | 4   | +3  |
| 8. | San José             | 44,4% | 3  | 1  | 1  | 1  | 2  | 2  | 4   | 0   |

## Segunda Ronda
|  | Cuartos de final     | Cuartos de final |               |                      | Semifinales | Semifinales |  |           | Final | Final |  |
|  | 12 al 14 de abril    |                  |               |                      |             |             |  |           |       |       |  |
|  |                      |                  |               |                      |             |             |  |           |       |       |  |
|  |                      |                  |               |                      |             |             |  |           |       |       |  |
|  | Velense (M. I. Vela) | 1(2)             |               |                      |             |             |  |           |       |       |  |
|  | Velense (M. I. Vela) | 1(2)             |               |                      |             |             |  |           |       |       |  |
|  | Defensores del Cerro | 1(1)             |               |                      |             |             |  |           |       |       |  |
|  | Defensores del Cerro | 1(1)             |               | Velense (M. I. Vela) | 1(3)        |             |  |           |       |       |  |
|  |                      |                  |               | Velense (M. I. Vela) | 1(3)        |             |  |           |       |       |  |
|  |                      |                  | Ferro Sud     | 1(4)                 |             |             |  |           |       |       |  |
|  | Unión y Progreso     | 2                | Ferro Sud     | 1(4)                 |             |             |  |           |       |       |  |
|  | Unión y Progreso     | 2                |               |                      |             |             |  |           |       |       |  |
|  | Ferro Sud            | 3                |               |                      |             |             |  |           |       |       |  |
|  | Ferro Sud            | 3                |               |                      |             |             |  | Ferro Sud | 1     |       |  |
|  |                      |                  |               |                      |             |             |  | Ferro Sud | 1     |       |  |
|  |                      |                  | Santamarina   | 3                    |             |             |  |           |       |       |  |
|  | Santamarina          | 2                | Santamarina   | 3                    |             |             |  |           |       |       |  |
|  | Santamarina          | 2                |               |                      |             |             |  |           |       |       |  |
|  | San José             | 0                |               |                      |             |             |  |           |       |       |  |
|  | San José             | 0                |               | Santamarina          | 2           |             |  |           |       |       |  |
|  |                      |                  |               | Santamarina          | 2           |             |  |           |       |       |  |
|  |                      |                  | Independiente | 0                    |             |             |  |           |       |       |  |
|  | UNICEN               | 1                | Independiente | 0                    |             |             |  |           |       |       |  |
|  | UNICEN               | 1                |               |                      |             |             |  |           |       |       |  |
|  | Independiente        | 2                |               |                      |             |             |  |           |       |       |  |
|  | Independiente        | 2                |               |                      |             |             |  |           |       |       |  |
|  |                      |                  |               |                      |             |             |  |           |       |       |  |

### Cuartos de final
- Fuente: Ferro festejó con el tiro final

| 13 de abril de 2013, 16:00 | Velense (M. I. Vela) | 1:1 (2:1 p.) | Defensores del Cerro | Estadio Municipal "San Martín", Tandil |                             |
|                            | Germán Paz           |              | Pedro Murrone        | Árbitro(s): Víctor González            | Árbitro(s): Víctor González |

| 13 de abril de 2013, 16:00 | Unión y Progreso                  | 2:3 | Ferro Sud                            | Estadio Dámaso Latasa, Tandil  |                                |
|                            | Nicolás Hidalgo · Leandro Barrera |     | Gustavo Bozarena · Esteban Bonarrigo | Árbitro(s): Marcos Altamiranda | Árbitro(s): Marcos Altamiranda |

| 13 de abril de 2013, 14:00 | Santamarina                        | 2:0 | San José | Cancha de Hípico, Tandil  |                           |
|                            | Rodolfo Valerio · Agustín Politano |     |          | Árbitro(s): Lucas Novelli | Árbitro(s): Lucas Novelli |

| 13 de abril de 2013, 16:00 | UNICEN          | 1:2 | Independiente      | Cancha de Hípico, Tandil |                        |
|                            | Javier Ferreiro |     | Maximiliano Villar | Árbitro(s): Paulo Latú   | Árbitro(s): Paulo Latú |

### Semifinal
- Fuente: Ferro festejó por penales y enfrentará a Santamarina en la final

| 20 de abril de 2013, 16:00 | Velense (M. I. Vela)                                                                 | 1:1 (3:4 p.)               | Ferro Sud                                                        | Cancha de Velense, Tandil |                           |
|                            | Luciano De La Canal                                                                  |                            | Damián Villar                                                    | Árbitro(s): Lucas Novelli | Árbitro(s): Lucas Novelli |
|                            |                                                                                      | Tiros desde el punto penal |                                                                  |                           |                           |
|                            | Jorge Weimann · Gonzalo Romera · Gabriel Durruty · Juan Pablo Álvarez · Germán Paz · |                            | Esteban Bonarrigo · Manuel López · Rodrigo García · Juan Sánchez |                           |                           |

| 20 de abril de 2013, 16:00 | Santamarina                        | 2:0 | Independiente | Cancha de Hípico, Tandil    |                             |
|                            | Agustín Politano · Guillermo Veloz |     |               | Árbitro(s): Víctor González | Árbitro(s): Víctor González |

### Tercer Puesto
| 4 de mayo de 2013, 18:00 | Velense (M. I. Vela) | 0:3     | Independiente                                                         | Estadio Municipal "San Martín", Tandil |                        |
|                          | Lunghi Sánchez       | Reporte | Gonzalo Turri 34' · Maximiliano Villar 64' · Juan Turri 87' · Pereyra | Árbitro(s): Diego Albo                 | Árbitro(s): Diego Albo |

- Independiente obtuvo un cupo para el Torneo del Interior 2014.

### Final
| 4 de mayo de 2013, 20:00 | Santamarina                                    | 3:1     | Ferro Sud        | Estadio Municipal "San Martín", Tandil |                        |
|                          | Bernardo Lasarte 17' 71' · Guillermo Veloz 48' | Reporte | Nicolás Auce 90' | Árbitro(s): Paulo Latú                 | Árbitro(s): Paulo Latú |

- Ferro Sud obtuvo un cupo para el Torneo del Interior 2014.

| Ganador Liga Tandilense 2013 |
| ---------------------------- |
| Santamarina                  |

## Goleadores
| Jugador              | Jugador             | Goles | Equipo               |
| -------------------- | ------------------- | ----- | -------------------- |
| Bandera de Argentina | Esteban Bonarrigo   | 4     | Ferro Sud            |
| Bandera de Argentina | Claudio Colotti     | 3     | Defensores del Cerro |
| Bandera de Argentina | Maximiliano Villar  | 3     | Independiente        |
| Bandera de Argentina | Guillermo Veloz     | 3     | Santamarina (Tandil) |
| Bandera de Argentina | Luciano De La Canal | 3     | Velense (M. I. Vela) |